# Borislav
Borislav est un prénom slave de genre masculin, formé sur “Borba” combat et “Slava” gloire. C'est l'équivalent slave de Ludovic.

## Personnalités portant ce prénom
- Pour l'ensemble des articles sur les personnes portant ce prénom, consulter :
  - la liste des articles dont le titre commence par ce prénom
  - les listes produites par Wikidata : Liste des personnes de prénom « Borislav » — même liste en incluant les éventuels prénoms composés qui contiennent « Borislav ».